# Straßburg (Autriche)
Pour les articles homonymes, voir Strasbourg (homonymie).
Straßburg est une commune autrichienne du district de Sankt Veit an der Glan en Carinthie. La ville historique, évoquée pour la première fois au IXe siècle, est située au-dessous du château de Straßburg, l'ancienne résidence des évêques de Gurk.

## Géographie
Straßburg est située dans le nord de la Carinthie, au milieu des Alpes de Gurktal. La vieille ville se trouve aux rives de la rivière Gurk qui coule en aval vers la commune voisine de Gurk au sud.

### Localités
| - Bachl - Buldorf - Dörfl - Dielach - Dobersberg - Drahtzug - Edling - Gassarest - Glabötsch - Gruschitz - Gundersdorf - Hackl - Hausdorf | - Herd - Hohenfeld - Höllein - Kraßnitz - Kreuth - Kreuzen - Kulmitzen - Langwiesen - Lees - Lieding - Machuli - Mannsdorf - Mellach | - Mitterdorf - Moschitz - Olschnögg - Olschnitz - Olschnitz-Lind - Pabenberg - Pöckstein-Zwischenwässern - Pölling - Ratschach - Sankt Georgen - Sankt Jakob - Sankt Johann | - Sankt Magdalen - Sankt Peter - Schattseite - Schmaritzen - Schneßnitz - Straßburg-Stadt - Unteraich - Unterfarcha - Unterrain - Wildbach - Wilpling - Winklern |

## Histoire

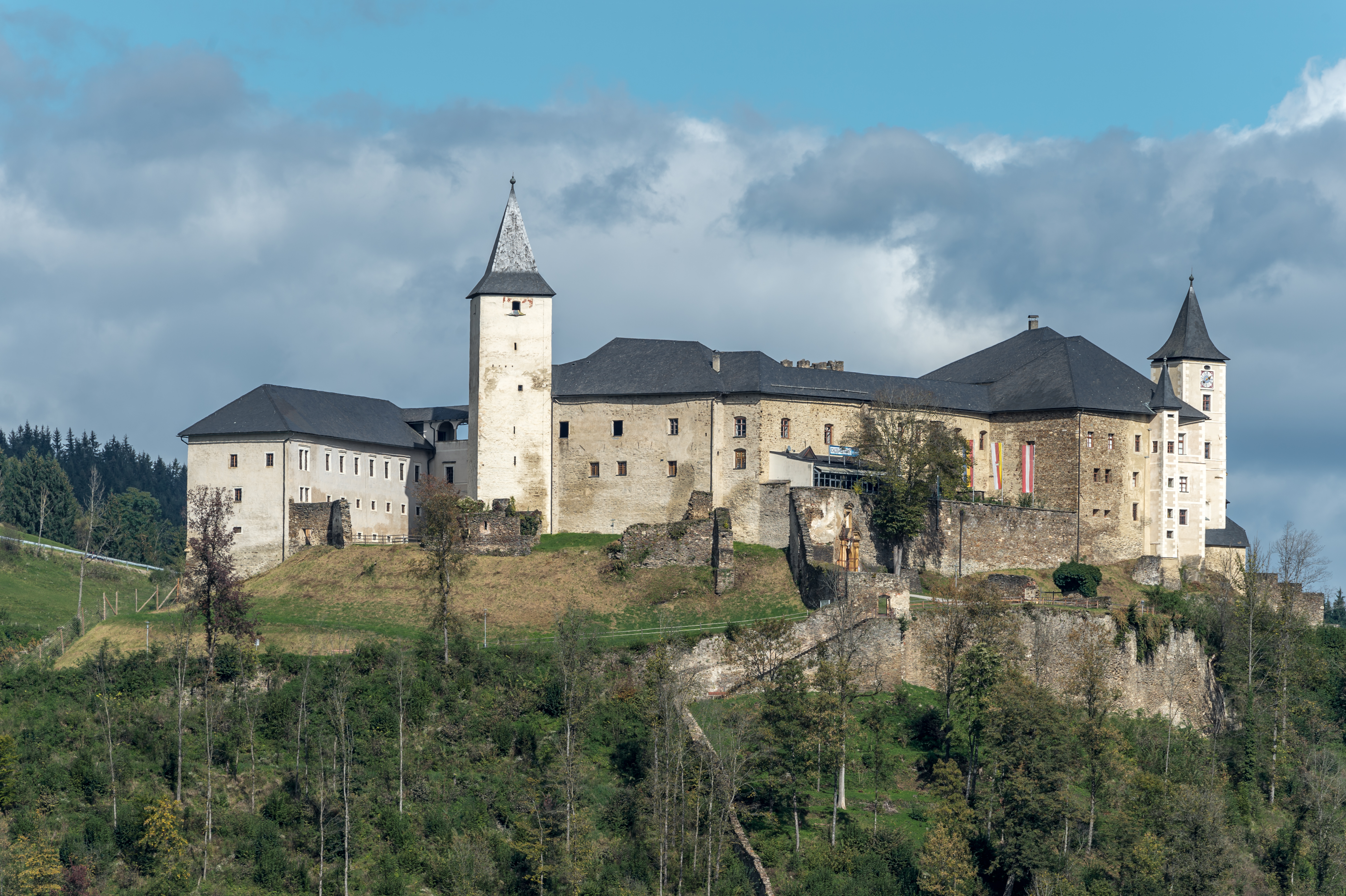
Le château de Straßburg.

La première preuve documentaire du lieu remonte à un acte de donation du roi carolingien Louis II le Germanique qui en 864 a accordé la possession des domaines à l'archidiocèse de Salzbourg. 
Le château de Straßburg, mentionné pour la première fois en 1147, fut construit sur décision de l'évêque Roman I de Gurk († 1167). Par souci d'indépendance vis-à-vis l'archevêché, il a également fait édifier la cathédrale de Gurk au sud. Roman, l'éducateur des ducs Ulrich et Henri V de Carinthie, avait obtenu de droits moindres du pape Lucius II ; en 1162, l'empereur Frédéric Barberousse, en lutte contre le pape Alexandre III, a émis en sa faveur une lettre de protection. 
Le château de Straßburg fut modifié et agrandi de nombreuses fois au cours des temps, dont tout récemment sous la direction de Johannes van Goes, il a servi de résidence pour les évêques de Gurk jusqu'en 1783, date à laquelle l'évêque Joseph Franz Anton von Auersperg fit transférer le siège au château de Poeckstein dans la vallée de la Gurk plus à l'est.

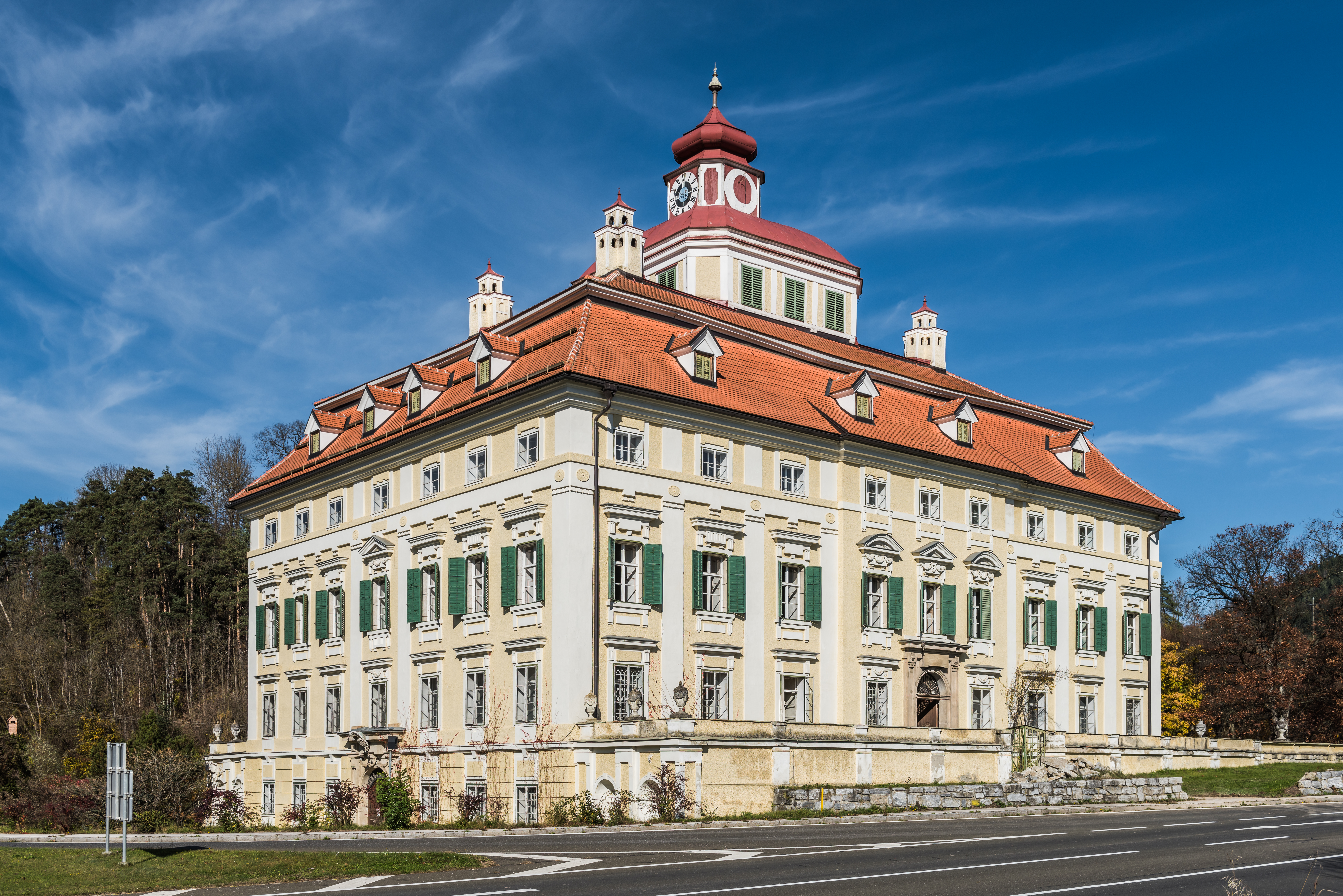
Le château Poeckstein à Straßburg. Octobre 2016.
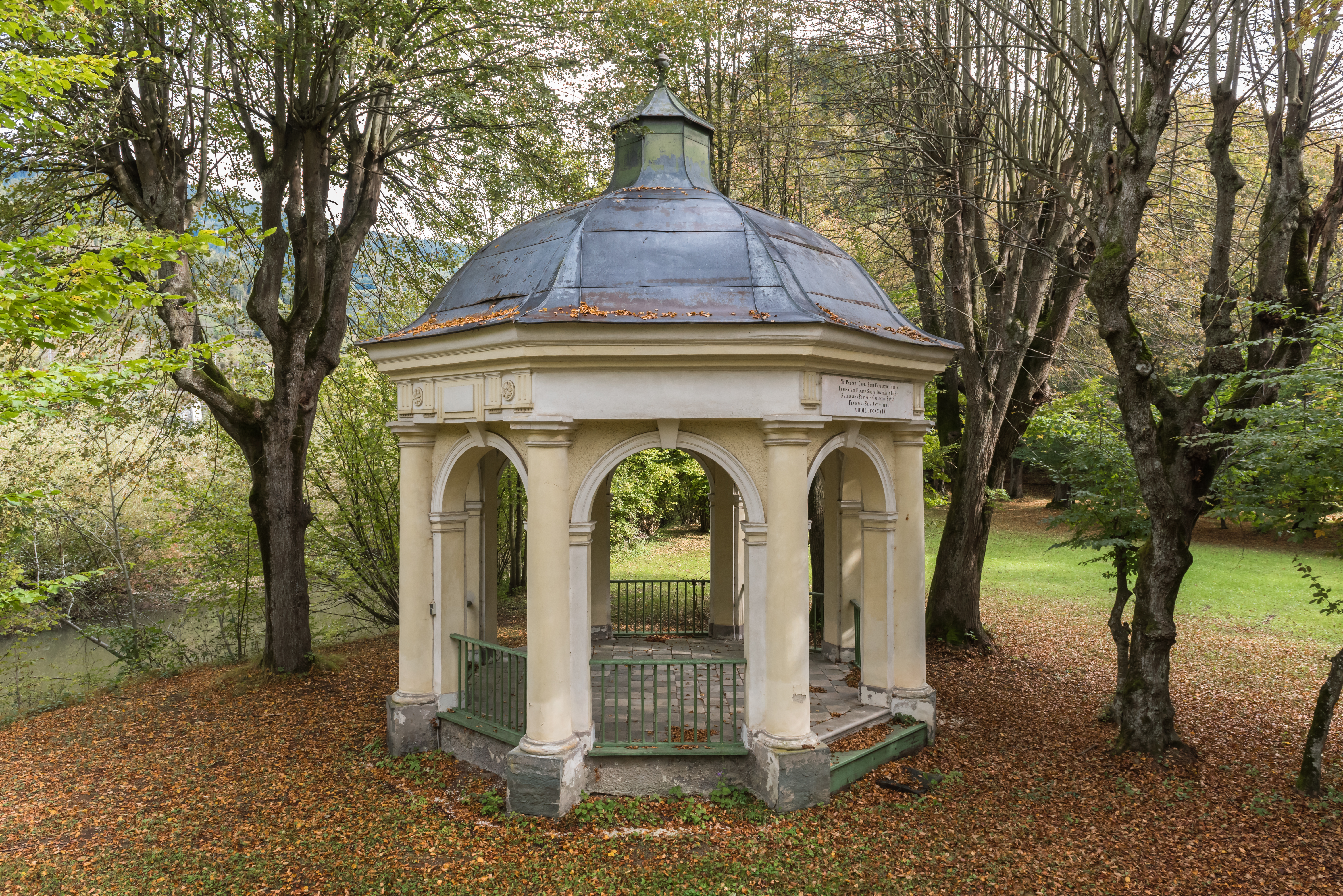
Monopteros dans le parc du château Poeckstein. Octobre 2016.

## Jumelages
La ville de Sraßburg est jumelée avec :
- Strasburg (Allemagne) ;
- Treppo Grande (Italie).